# Charki (obwód brzeski)
Charki (biał. Харкі; ros. Харки) – wieś na Białorusi, w obwodzie brzeskim, w rejonie prużańskim, w sielsowiecie Szenie.
W dwudziestoleciu międzywojennym leżały w Polsce, w województwie poleskim, w powiecie prużańskim.
W pobliżu miejscowości znajduje się przystanek kolejowy Liasy, położony na linii Moskwa - Mińsk - Brześć.